# Xiaoxu
Xiaoxu (kinesiska: 小圩) är en köping i östra Kina. Den ligger i Wuhe härad i staden Bengbu i provinsen Anhui,  omkring 150 kilometer norr om provinshuvudstaden Hefei. Antalet invånare är 37994. Befolkningen består av 18 304 kvinnor och 19 690 män. Barn under 15 år utgör 18,0 %, vuxna 15-64 år 70 %, och äldre över 65 år 10,0 %.